# Forame nutrício
Todos os ossos possuem forames (aberturas) maiores ou menores para a entrada dos vasos sanguíneos; estes são conhecidos como forames nutrícios e são particularmente grandes nas diáfises dos ossos longos maiores, onde conduzem a um canal nutrício, que se estende até a cavidade medular. O canal nutrício (forame) é direcionado para longe da extremidade em crescimento do osso. As extremidades crescentes dos ossos no membro superior são a extremidade superior do úmero e as extremidades inferiores do rádio e da ulna. No membro inferior, a extremidade inferior do fêmur e a extremidade superior da tíbia são as extremidades em crescimento. As artérias nutrientesjuntamente com as veias passam por este canal. Um canal nutritivo é encontrado em ossos longos, na mandíbula e nos alvéolos dentários.